# Fissidens georgianus
Fissidens georgianus är en bladmossart som beskrevs av Irmscher 1921. Fissidens georgianus ingår i släktet fickmossor, och familjen Fissidentaceae. Inga underarter finns listade i Catalogue of Life.